# Gebrauchsanweisung für Potsdam und Brandenburg
Gebrauchsanweisung für Potsdam und Brandenburg ist ein Buch der 1974 in Potsdam geborenen Schriftstellerin Antje Rávic Strubel, die unter anderem mit dem Marburger Literaturpreis ausgezeichnet wurde. Das Werk erschien 2012 in der Buchreihe Gebrauchsanweisung für … des Piper Verlags, in der Schriftsteller wie Paul Watzlawick, Iris Alanyalı, Jakob Hein oder der Kabarettist Bruno Jonas versuchen, ihre Eindrücke von Städten, Ländern und Regionen in literarischer Form wiederzugeben. In dieser Reihe hatte Strubel 2008 bereits eine Gebrauchsanweisung für Schweden veröffentlicht.
Ironisch distanziert und oft lakonisch beschreibt die in Ludwigsfelde aufgewachsene Strubel ihre Heimat, der sie angeblich gleichgültig gegenübersteht – gleich im ersten Satz des Vorworts warnt sie den Leser: Machen Sie sich keine Illusionen. Ich bin kein Fan von Brandenburg. – Ich wurde hier geboren. Ich lebe hier. Das ist alles. Trotz der Warnung las eine Rezensentin das Buch als Liebeserklärung an Brandenburg, das Strubel als eine Überdosis Dorf bezeichnet. Während vor allem die Lokalmedien, aber auch überregionale Zeitungen wie Die Welt oder die Zeitschrift Emma das Buch überschwänglich lobten, empfand ein Kritiker den flapsigen Stil als aufgesetzte schmeichelnde Selbstironie und den Inhalt dieser offensichtlich bürgerliche[n] Auftragsarbeit als eher oberflächlich.

## Inhalt

### Aufbau, Glossar und Klappentext
Das Buch von Antje Rávic Strubel ist kein traditioneller Reiseführer; wer sich gezielt über Regionen oder Landstriche Brandenburgs informieren will, wird hier eher nicht fündig. Es gibt kein Orts- oder Personenregister und auch das Inhaltsverzeichnis gliedert sich nicht nach Städten, Dörfern oder Landschaften, sondern überwiegend nach inhaltlichen Themenkreisen. Dazu zählen Kapitel wie Preußen und Märker, Wege und Wasser, Gärtner und Schweiger, Bebauter Raum oder Leeres Land. In derartigen Themenkapiteln versucht Strubel mit Schilderungen ihrer Erlebnisse neben vielen Detailinformationen, die Mentalität der gemeinhin als schweigsam und verschlossen charakterisierten Märker zu entschlüsseln, über die außer Theodor Fontane kaum einer geschrieben habe (Strubel: es gibt kein Psychogramm des Landes). Kapitel wie Der ewige Vorposten, Ohne Sorge oder Lausitzer Karnickelland verweisen hingegen bereits mit den Überschriften auf eine gezieltere, „pflichtgemäße“ Beschäftigung mit bekannten Brandenburger Sehenswürdigkeiten/Landschaften, hier also mit Potsdam, Sanssouci und der Lausitz. 
Den Abschluss des Buches bildet das Glossar Brandenburgisch-Deutsch, in dem beispielsweise zu lesen ist, dass Jenaupe! ein mit Nachdruck gesagtes genau bedeutet. Über den Ritter Kahlbutz teilt das „Glossar“ das mit, was in jedem Lexikon zu lesen ist – gewendet im laut Rezensenten (siehe unten) locker-witzigen Duktus Strubels: Berühmte, gut erhaltene Leiche. Es handelt sich um einen Edelmann aus dem 17. Jahrhundert, der einen Schäfer erschlagen haben soll, nachdem dieser ihm die Vergewaltigung seiner Frau nicht gestattet hatte. […]. Strubels Spaß im Text und im Glossar – von einigen Rezensenten besonders hervorgehoben – am schroffen konsum-brandenburgischen hammwanich erinnert an Dieter Moors drei Jahre zuvor erschienene Geschichten aus der arschlochfreien Zone, die dieses Thema schon im Haupttitel Was wir nicht haben, brauchen Sie nicht aufgreifen. Frau Widdel schleudert Moor nach seinem Zuzug aus der Schweiz gleich beim ersten Gehversuch im Dorfladen das hammwanich entgegen und verzieht ihre Mimik angesichts des Moorschen Verdrusses noch mehrfach in das Widdel'sche[] ‚Hammwanich-Gesicht‘. Die Verlagsbeschreibung, die weitgehend dem Klappentext entspricht, fasst Strubels Buch wie folgt zusammen:

„Zwischen Elbe und Oder. Alleen und Wasserstraßen, Lustschlösser und Zeltplätze, Weißstörche und saure Gurken, leere Dörfer, Millionäre und eine unaufgeregte Landeshauptstadt: Die Potsdamer Autorin Antje Rávic Strubel geht den Klischees und Wahrheiten über Brandenburg auf den Grund. […] Nach Jahren in New York und Berlin ist Antje Rávic Strubel in ihre Geburtsstadt Potsdam heimgekehrt. In ihrer heiterkritischen Hommage erzählt sie vom Leben zwischen Lausitz und Stechlin, zwischen Schorfheide, Sanssouci und Spreewald, Havelland und Hohem Fläming. Von Lüchen und Brüchen, Wölfen und dem »märkischen Amazonas«. Von Brechts, Kleists und Fontanes Spuren sowie dem Einfluss holländischer Architekten. Vom Siegeszug des Sanddorns und dem Mythos des Beelitzer Spargels. Von Luxusvillen am See oder der Frage, wem das Ufer wirklich gehört. Vom Alltag im Künstlerviertel Babelsberg. Von tropischen Inseln und anderen Spaßbädern. Von landestypischem Humor, der Bedeutung der Kreissäge und den Vorzügen brandenburgischer Wortkargheit.“

### Verborgene Schönheiten Brandenburgs und Fontane
Die Reiseunlust, die den Brandenburgern gerne nachgesagt werde, liegt nach Strubels Vermutung nicht an ihrer angeblich schwerfälligen, unbeweglichen Mentalität. Man weiß einfach, dass sich, bleibt man geduldig zu Hause, verborgene Schönheiten auftun. (S. 140) Das hatte Fontane bereits im August 1858 ähnlich formuliert, als ihm der Anblick eines alten schottischen Schlosses auf einer Insel im Loch Leven ein wehmütiges Bild vom Schloss Rheinsberg mit der Empfindung hervorrief, die Rheinsberg-Tour in der Heimat sei nicht minder schön als die schottische gewesen. Je nun, so viel hat Mark Brandenburg auch. Geh' hin und zeig' es. Der aus Liebe und Anhänglichkeit an die Heimat geboren[e] Entschluss, die Kostbarkeiten der Landschaft und Kultur in Zukunft zu Hause statt im Ausland zu suchen, ließ Fontane zwischen 1859 und 1889 dreißig Jahre lang die Mark Brandenburg durchwandern und mündeten in den fünfbändigen Wanderungen durch die Mark Brandenburg.
Die Bezüge zu Fontane sind in Strubels Buch vielfältig. So lässt sie uns beispielsweise wissen, dass die Fontane-Maräne ausschließlich im Stechlinsee vorkommt, dem seit Fontanes Roman Der Stechlin berühmtesten See Brandenburgs. Zu den verborgenen Schönheiten, die sich Strubel auf ihren Brandenburg-Touren auftaten, zählen Salzwasserstellen und Dünen. Mitten im Binnenland tut dieser kärgliche Landstrich so, als liege er am Meer. Aus zweihundertfünfzig Millionen Jahre alten Zechsteinformationen dringe Salzwasser ungehindert nach oben und lasse Sumpf-Knabenkraut (Orchis palustris) und Strand-Dreizack (Triglochin maritima) gedeihen (S. 140). Detaillierte Kenntnisse Strubels über das Land und seine Geschichte zeigen sich an vielen Stellen. So weist sie zum Havelland, das voller Obst hänge, und zu den Erdbeerhöfen bei Werder auf das große, den Erdbeeren gewidmete[] Buch des weitgehend unbekannten Hofgärtners Theodor Nietner hin (S. 136).

### Stil und das Sabinchen von Treuenbrietzen

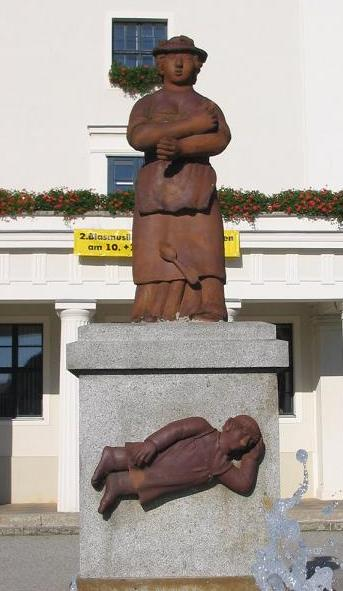
Sabinchen-Denkmal in Treuenbrietzen

Bei ihrem Blick auf Treuenbrietzen – einer Kleinstadt, die sich den Beinamen Sabinchenstadt gegeben hat und die der Arbeitsgemeinschaft „Städte mit historischen Stadtkernen“ des Landes Brandenburg angehört – fasst Strubel die gesamte Moritat des Sabinchens in ihrem laut Klappentext heiterkritischen Stil in zwei prägnanten Halbsätzen zusammen:

„Manchmal ist es schwierig zu sagen, wo ein Dorf aufhört und das Städtchen beginnt. Oder anders: wann das Städtchen begonnen hat, wieder dörflich zu werden. Nehmen wir beispielsweise Treuenbrietzen. Treuenbrietzen sieht aus wie ein Städtchen. Überall weisen Schilder auf die historische Altstadt hin. In dieser Altstadt gibt es eine Gewölbebasilika und eine Pfarrkirche, beide aus dem 13. Jahrhundert, es gibt einen Pulverturm, eine Stadtmauer und die Sabinchenfestspiele. So weit alles in Ordnung. Nur: Niemand kennt das Sabinchen. (Die Geschichte ist schnell erzählt: Ein Schuster aus Treuenbrietzen hat das Mädchen zuerst verarscht und dann umgebracht, und das wird jetzt jährlich besungen). Und: erinnert das in seiner Skurrilität nicht an das Bettenrennen von Fredersdorf?“

In ihrem Roman Tupolew 134 von 2004, in dem sie auf drei Zeitebenen die Entführung einer Tupolew 134 nach Tempelhof durch DDR-Bürger im Jahr 1978 erzählte, beschrieb Strubel in ähnlich lakonischem Stil ihre Heimatstadt Ludwigsfelde als Glashaus, aus dem es kein Entkommen gibt. Sporadisch eingebunden in eine Romanhandlung, wirken die Wendungen Strubels zu ihrer Heimat wie Farbtupfer. In der Gebrauchsanweisung wird der heiterkritische Stil auf 249 Seiten ausgebreitet. Snobismus und Brandenburg ist ein Widerspruch in sich, erfährt der Leser. In Einsteins Caputh, an der Schwielowsee-Promenade, wisse man, dass man nie an den Charme eines eleganten britischen Badeortes (Sommer) oder schweizerischen Luftkurorts (Winter) heranreichen werde. Das halte aber niemanden davon ab, mit keckem Hut und Einstecktuch mit Elementen dieses Charmes zu spielen (S. 140).

## Rezeption
Die lokalen Brandenburger Medien und auch Zeitungen wie Die Welt oder die Zeitschrift Emma lobten das Buch Strubels einhellig. Die Emma, für die Strubel gelegentlich schrieb, erklärte in einer Kurzvorstellung des Buches: Strubels literarischer Reiseführer über Brandenburg ist eine wunderbare, ironische Liebeserklärung an das 'Hamwanich'-Land zwischen Prenzlau und Finsterwalde, Rathenow und Frankfurt an der Oder. Die Märkische Allgemeine widmete der Gebrauchsanweisung im Abstand von zwei Wochen gleich zwei Rezensionen. Zu Strubels Eingangswarnung, sie sei kein Fan von Brandenburg, stellt Sandra Diekhoff in ihrer Besprechung resümierend fest: Das klingt irgendwie dann doch nach einem Fan von Brandenburg. Diekhoff schrieb ferner unter anderem:

„Vor vier Jahren veröffentlichte Antje Rávic Strubel in der gleichen Reihe ein Buch über Schweden. Beim Kanufahren hatte sie die Region einst kennen gelernt – und ist seither fasziniert von Skandinavien. Es sind nicht nur die Landschaften, sondern auch die Freundlichkeit der Menschen, die die Autorin so schätzt. Spuren des Schwedischen findet sie auch in Brandenburg: Die roten Pflastersteine alter Dorfstraßen sind Überreste von Granitblocken, die in der Weichseleiszeit aus Skandinavien in die heutige Mark geschoben wurden. Der nächste Aufenthalt in Skandinavien steht schon bevor: Im Herbst geht die 37-Jährige für ein halbes Jahr nach Finnland. Grenzen überwinden: Ein Motiv, das auch in ihren Büchern immer wiederkehrt.“

In der gleichen Zeitung urteilte Angelika Stürmer:

„Es ist eine Art Brandenburg-Kompendium, das selbst eingeborene Brandenburger, die ihr Bundesland bestens zu kennen glauben, an dieser oder jener Stelle verblüfft. Oder wussten Sie, dass in Kyritz ein Gedenkstein ist, auf dem Folgendes geschrieben steht: „Dieser Stein erinnert an den 14.02.1842. Hier geschah um 10.57 Uhr NICHTS.“ […] Dass der Pappteller in Luckenwalde erfunden wurde – dies wiederum dürfte vielen bekannt sein, gehört aber auch in dieses eigenwillige Buch. Wie natürlich Brandenburgs Könige und andere Berühmtheiten, so die Dichter und Schriftsteller – von Schmidt von Werneuchen, Bettine und Achim von Arnim, über Erwin Strittmatter bis zu Günter de Bruyn. […] Ihr Buch, gespickt auch mit persönlichen Erlebnissen, ist zuweilen kritisch, aber eine Liebeserklärung.“

In der Berliner Zeitung stellte Jens Blankennagel für die Buchreihe fest: Die Bücher sind kenntnisreich, literarisch anspruchsvoll, aber vor allem auch locker und witzig geschrieben. Zudem hob er die zugeneigte Poesie Strubels hervor, mit der sie das Land der abgehärteten Seelen charakterisiert und gab einige Mitteilungen Strubels wieder:   

„Ich habe genau hingehört. Die Art, in der Leute sprechen, verrät viel über ihre Art zu denken. Und der Rest ist frei erfunden. Schließlich bin ich Schriftstellerin und keine Heimatkundlerin. […] Eine Autoren-Kollegin las Teile des Manuskripts und sagte: Wenn das jemand liest, dann fährt doch keiner mehr dort hin. Falsch gedacht: Das Buch ist gerade deshalb gelungen, weil sich Strubel nicht bei ihren Landsleuten anbiedert. […] Mit liebevoller Skepsis, mit wohlwollendem Abstand und mit zugeneigter Poesie charakterisiert Strubel das Land der abgehärteten Seelen, das nicht zu den genussverwöhnten Landstrichen gehört. […] Beispielsweise schreibt sie über die Sprache der Brandenburger: Diesen knackigen, bodenständigen Slang, der sachlich trocken hingerotzt wird und dann zerstäubt wie ein Spuckefleck im Sand. Es ist ein Buch geworden, das für bayerische Leser bestimmt amüsant ist, das aber vor allem all jenen besonders viel Freude bereitet, die die Brandenburger und ihr Land schon ein wenig zu kennen glauben.“

Tilman Krause, Literaturkritiker und leitender Literaturredakteur der Tageszeitung Die Welt, rief seinen Lesern gleich in der Überschrift zu: Vergesst Fontanes „Wanderungen“. Jetzt führt Antje Rávic Strubel durch die Mark Brandenburg. Strubel könne herrlich respektlos sein und seelenvoll schwelgen. Zudem schlüsselte er Strubels Ironisierung eines unserer Nationalzitate, des Diktums „Preußen hat sich großgehungert“, auf:

„„Potsdamsch“, das stand einmal für Formbewusstsein, Parkettsicherheit, gesellschaftliche Gewandtheit. Doch diese Eigenschaften wurden der Stadt nach 1933 gründlich ausgetrieben. […] Nichts ist's hier mehr mit frankophiler aisance oder der Herrschaft des bon ton. Doch etwas Neues ist entstanden. Wie immer erkennt es nur, wer sich drauf einlässt. Aber an die Hand genommen werden muss er schon. Und die Hand streckt jetzt Antje Rávic Strubel aus. Sie, die im letzten Jahr mit ihrem Roman Sturz der Tage in die Nacht Furore machte, sie, die der Piper Verlag bewirbt mit der vollmundigen, doch nicht ganz falschen Kritikerbewertung, sie sei eine der großen Stilistinnen unserer Tage, die mit jedem Buch besser wird, sie also führt uns jetzt durch Potsdam und die Mark. Vergesst Fontane, kann man da nur sagen. Ab jetzt wird gewandert mit Frau Antje. […] Strubel kann herrlich respektlos sein - dann nennt sie (nicht ohne Grund) Sanssouci den Darkroom von Potsdam, und sie kann seelenvoll schwelgen; ein Gang durch die vielen wunderbaren Parks im Herbst, dann ergreift eine herrliche Wehmut den Körper. Sie ironisiert unsere Nationalzitate, indem sie (mit Helene von Nostitz! Danke, Frau Antje!!) das Diktum „Preußen hat sich großgehungert“ auf die Botanik anwendet und schreibt: Die Pflanzen werden hier nicht gemästet und gepflegt, sondern groß gehungert und groß gedürstet.“

André Hansen sah den Text Strubels in seinem Blog kritischer. Er bemängelte die aufgesetzte schmeichelnde Selbstironie und den gewollt flapsigen, sicher verkaufssteigernden Stil dieser offensichtlich bürgerliche[n] Auftragsarbeit, deren Ortsbeschreibungen denn auch oberflächlich wirkten. Viel spannender fand er die Figur der Freundin vom Dorf aus dem herrlichen Buch 'Vom Dorf' von derselben Autorin, die ungerührt in ihrem schlecht gepolsterten Trabi über das Kopfsteinpflaster des Havellands gebrettert sei und sich ansonsten an eine völlig private Höchstgeschwindigkeit gehalten habe. Denn was ein richtiger Havelländer sei, drängele, wenn einer auf der B 5 mit 110 dahinschleicht. In der Gebrauchsanweisung bliebe davon wenigstens noch das Befremden gegenüber den Automobilbesitzern mit „B“: Der Berliner oder: die Bulette, wie die älteren Brandenburger ihre hauptstädtischen Nachbarn (sic!) liebevoll titulierten, fahre nur bei gutem Wetter aufs Land. Welche Gefahr von diesen ahnungslosen Sonntagsfahrern ausgehe, sobald es zu regnen beginnt, zeigten die Schilder, die man extra für sie erfunden hat. Sie verdeutlichten, was passiert, wenn ein Auto mit einem Baum kollidiert. (S. 102.) Mit Ja, natürlich kommentiert Hansen diese Zeilen Strubels und schreibt ferner:

„Ein Buch, das getrost der Brandenburger Mutter geschenkt werden kann. Nein, der Potsdamer Mutter. Was hier bedeutsam ist. In diesem Buch von Antje Rávic Strubel (warum der Künstlername Rávic für diese offensichtlich bürgerliche Auftragsarbeit? Marketing?) wird, wie der Titel andeutet, eine Teilung des Landes Brandenburg vorgenommen. Der urbane Teil, vertreten durch Potsdam, wird dem ländlichen gegenübergestellt. […] Potsdam will nur in Bezug auf Berlin anders sein. Aber eine Stadt. Brandenburg hingegen sei “eine Überdosis Dorf” (S. 62), verrät uns die Autorin. Nun ja. […] Das Buch wird der Mutter ausgeliehen. Überhaupt ist es nur Sammelleidenschaft, dieses Buch zurückzuverlangen. […] Der ichlastige Stil ist gewöhnungsbedürftig für Leserinnen von ARS und wirkt flapsig. Das ist gewollt, jaja, und steigert den Verkauf in der Generation einer Mutter, wir haben es verstanden, alles ist gut. […] Natürlich gibt es schöne Beschreibungen, witzige Passagen. Die Perspektive der vorbeisausenden Potsdamerin wird allerdings selten abgelegt und lässt die Ortsbeschreibungen (Schwedt ist ja gar nicht so hässlich, wie ich immer dachte, Mensch.) oberflächlich wirken. […]“